# ياب سميت
ياب سميت (بالهولندية: Jaap Smit)‏ هو نقابي وسياسي هولندي، ولد في 8 مارس 1957 في هولندا. حزبياً، نشط في حزب النداء الديمقراطي المسيحي.